# 伊比利亞美洲大學

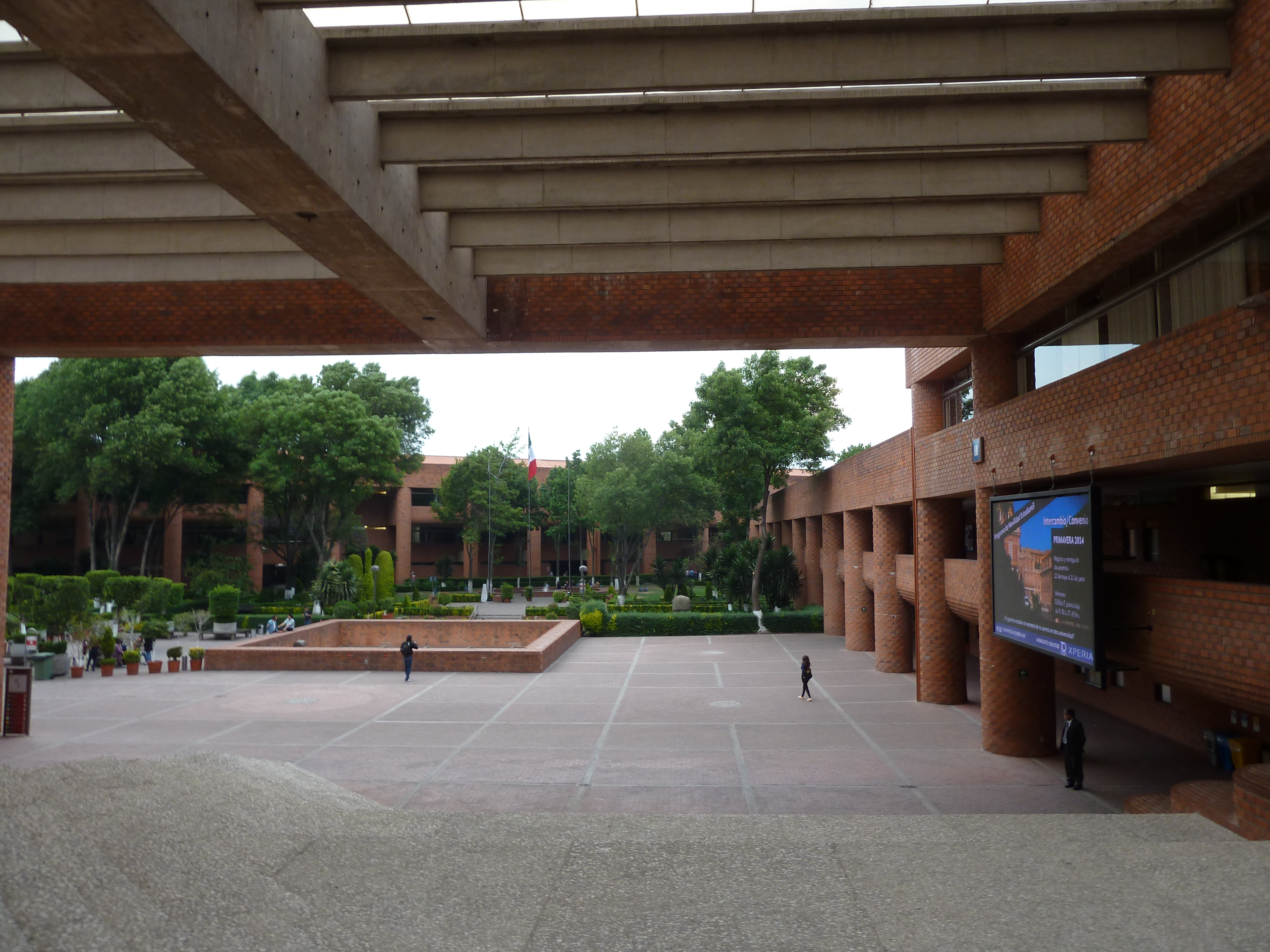
圣塔菲校區

伊比利亞美洲大學（西班牙語：Universidad Iberoamericana，縮寫：UIA）是位於墨西哥首都墨西哥城的一所私立大學，1943年由耶穌會創建。它的主校區位於墨西哥城的圣塔菲區，但在蒂華納、普埃布拉都有分校。大學圖書館藏書量約40萬，是該國最大的私立大學圖書館。

## 知名校友
- 比森特·福克斯·克薩達 - 前墨西哥總統

## 外部連接
- Official website （页面存档备份，存于）

19°22′16″N 99°15′48.8″W / 19.37111°N 99.263556°W